# برناردو بينيانو
برناردو بينيانو (بالإسبانية: Bernardo Piñango) (مواليد 9 فبراير 1960) هو ملاكم فنزويلي، مثّل بلاده في الألعاب الأولمبية الصيفية 1980 وحقق الميدالية الفضية في فئة وزن البانتام.

## روابط خارجية
برناردو بينيانو على موقع بوكس ريك (الإنجليزية) (registration required)
- برناردو بينيانو على موقع أوليمبيديا (الإنجليزية)